# Xi’an
Xi’an (chinesisch 西安, Pinyin Xī’ān, W.-G. Hsi-An, Jyutping Sai1on1 – „Westlicher Frieden“, IPA [-ɕi-an]), nach Post Sian (historisch auch Xi’an Fu (西安府,  Xī’ān Fǔ – „Amtssitz der Präfektur Xī’ān“)), veraltet nach Post Sianfu, ist die Hauptstadt der chinesischen Provinz Shaanxi und eine der 15 provinzunmittelbaren Städte Chinas. Xi’an besitzt eine nahezu vollständig erhaltene Stadtmauer und war der Ausgangspunkt der Seidenstraße. Die Stadt ist Sitz der Universität Nordwestchinas und Ausgangspunkt für Besichtigungen der Terrakotta-Armee.

## Geografie
Xi’an hat eine Fläche von 10.097 km² und 12.952.907 Einwohner (Stand: Zensus 2020), davon 3.959.273 (1. Januar 2005) in der Innenstadt.
Xi’an erstreckt sich von 33° 39′ bis 34° 45′ Nord und von 107° 40′ bis 109° 49′ Ost. Es liegt auf 412 m Höhe.

## Administrative Gliederung
Auf Kreisebene setzt sich Xi’an aus elf Stadtbezirken und zwei Kreisen zusammen (Stand: Zensus 2020):
- Stadtbezirke:
  - Lianhu (莲湖区), 58 km², 1.019.102 Einwohner;
  - Xincheng (新城区), 28 km², 618.000 Einwohner;
  - Beilin (碑林区), 23 km², 756.840 Einwohner;
  - Baqiao (灞桥区), 326 km², 1.020.000 Einwohner;
  - Weiyang (未央区), 215 km², 1.555.000 Einwohner;
  - Yanta (雁塔区), 127 km², 2.050.000 Einwohner;
  - Yanliang (阎良区), 244 km², 303.284 Einwohner;
  - Lintong (临潼区), 916 km², 675.961 Einwohner;
  - Chang’an (长安区), 1.456 km², 1.585.000 Einwohner;
  - Gaoling (高陵区), 288 km², 441.000 Einwohner;
  - Huyi (鄠邑区), 1.249 km², 576.000 Einwohner;
- Kreise:
  - Lantian (蓝田县), 2.008 km², 491.975 Einwohner, Hauptort: Großgemeinde Languan (蓝关镇);
  - Zhouzhi (周至县), 2.945 km², 556.000 Einwohner, Hauptort: Großgemeinde Erqu (二曲镇).

## Geschichte

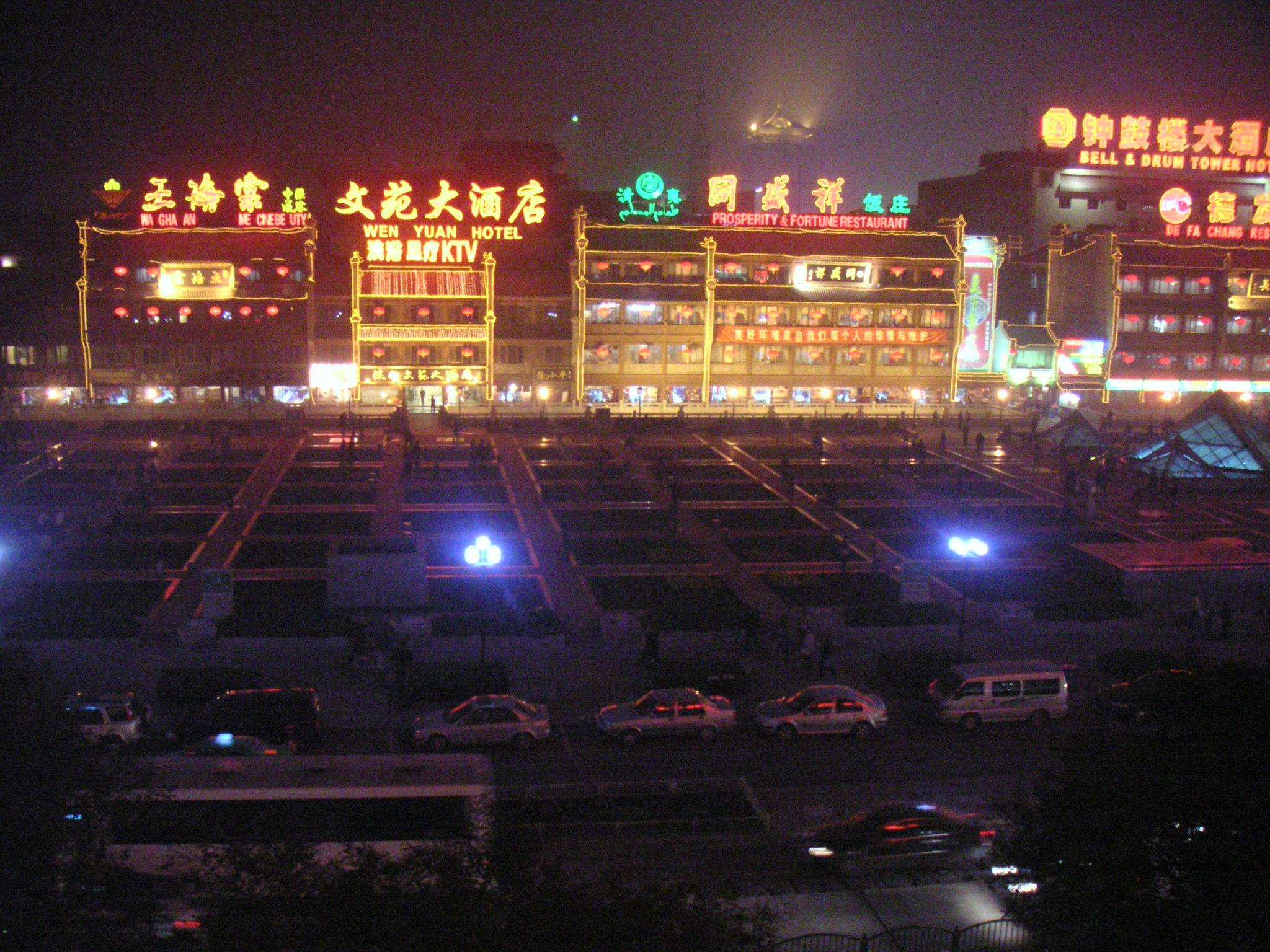
Der Platz am Trommelturm von Xi'an bei Nacht, 2005

Xi’an war unter der Qin-Dynastie die erste Hauptstadt des Kaiserreichs China und im Verlauf von 1120 Jahren immer wieder Hauptstadt eines Kaiserhauses, meist unter dem Namen Chang’an (长安 = „Langer Frieden“). Das Chang’an der Han-Zeit lag etwa 5 Kilometer nordwestlich des heutigen Xi’an und hatte um die Zeitenwende etwa 240.000 Einwohner. 18 n. Chr. wurde die Stadt im Zusammenhang mit dem Aufstand der Roten Augenbrauen verwüstet, woraufhin die Hauptstadt nach Luoyang verlegt wurde. 582 wurde unter einem Sui-Kaiser südöstlich der Han-Stadt, im Bereich des heutigen Xi’an, eine neue Hauptstadt namens Daxing errichtet – damals und während der folgenden Tang-Dynastie (618 bis 907) flächenmäßig (88 Quadratkilometer) und mit etwa einer Million Einwohnern auch insoweit die größte Stadt der Welt. Unter den Tang erhielt sie den Namen der alten Han-Metropole zurück: Chang’an. Den Namen Xi’an erhielt die Stadt im Jahr 1369 vom ersten Ming-Kaiser Hongwu, der ebenfalls seine Hauptstadt hierher verlegen wollte, sich aber letztlich für Nanjing entschied. Xi’an wurde mit den archäologischen Ausgrabungen im Jahr 1974 weltbekannt, als über 8000 lebensgroße Terrakotta-Soldaten in Gefechtsaufstellung entdeckt wurden. Die Grabstätte des Kaisers Qin Shihuangdi (221 v. Chr. bis 209 v. Chr., wörtlich: erster Kaiser der Qin, genauer Der Erste der erhabenen, vergotteten Ahnen), der als Erster China als Land einte und die Qin-Dynastie begründete, ist eine der meistbesuchten Touristenattraktionen in China.

## Bevölkerung
Xi’an war bereits im 7. Jahrhundert eine Millionenstadt und erreichte diese Bevölkerungszahl erst in der zweiten Hälfte des 20. Jahrhunderts wieder. Durch Chinas Urbanisierung ist die Agglomeration der Stadt rasant gewachsen und gehört damit wieder zu den größten des Landes. Bis 2035 wird eine Bevölkerung von über 10 Millionen im Ballungsraum erwartet.
Bevölkerungsentwicklung der Agglomeration laut UN
| Jahr | Einwohnerzahl |
| ---- | ------------- |
| 1950 | 575.000       |
| 1960 | 782.000       |
| 1970 | 960.000       |
| 1980 | 1.178.000     |
| 1990 | 2.221.000     |
| 2000 | 3.788.000     |
| 2010 | 5.526.000     |
| 2017 | 7.172.000     |

## Sehenswürdigkeiten

### Terrakotta-Armee

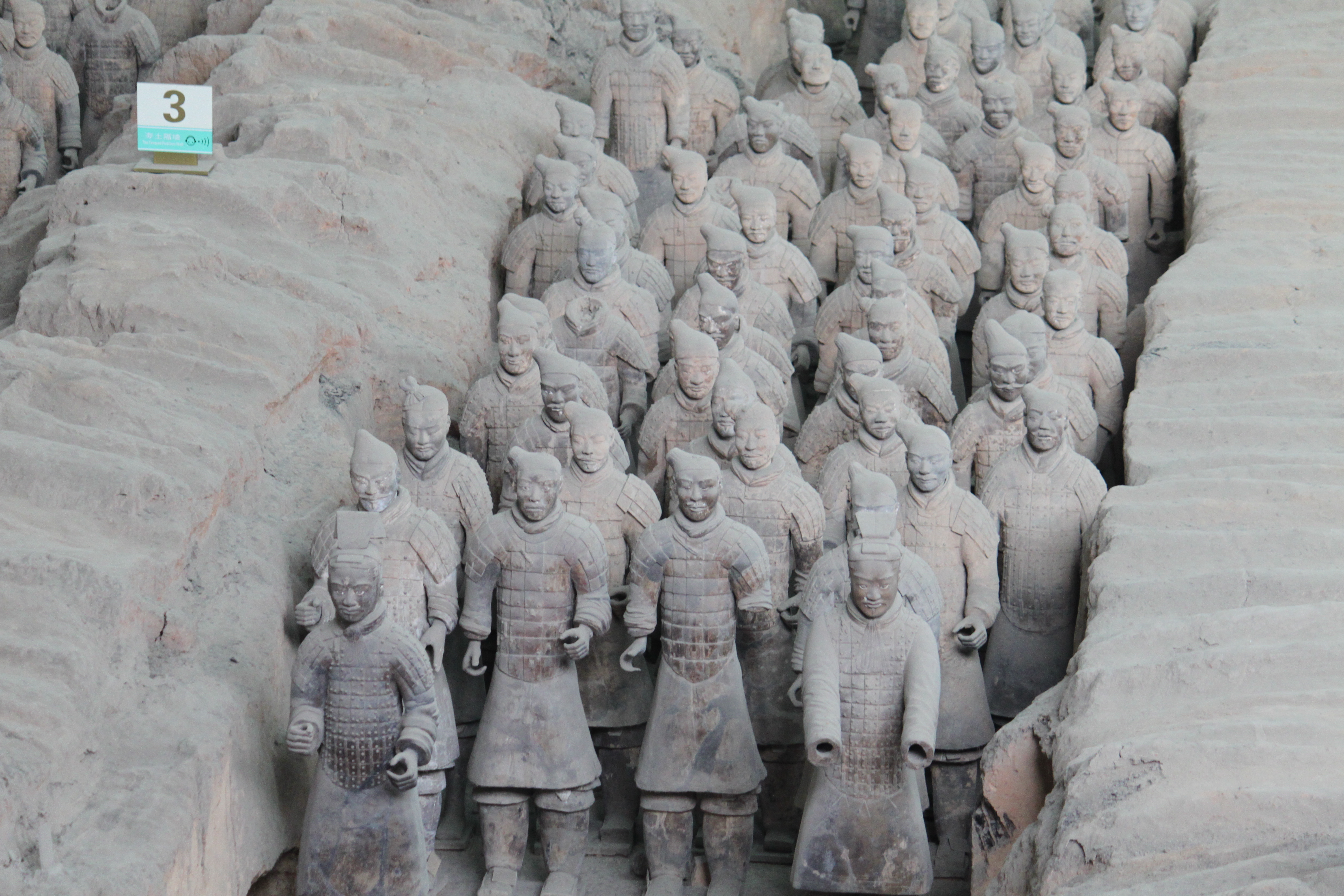
Qin Shihuangdis Terrakotta-Krieger

Die 1974 von Landarbeitern bei Xi’an entdeckte Grabstätte des Kaisers Qin Shihuangdi ist einer der bedeutendsten archäologischen Funde des zwanzigsten Jahrhunderts. Bereits im Alter von 13 Jahren (246 v. Chr.), kurz nach seiner Thronbesteigung, ließ der Kaiser mit dem Bau seiner Grabstätte beginnen. Während der 36 Jahre dauernden Arbeiten waren bis zu 700.000 Arbeiter gleichzeitig mit dem Bau beschäftigt. Auf einem mehrere Tausend Quadratmeter großen Areal wurde eine Grabkammer, geschützt von einer Armee lebensgroßer Tonsoldaten, der Tonsoldatenarmee (Terrakotta-Armee), errichtet.
Während der Regentschaft von Qin Shihuangdi wurden die bis dahin unabhängigen chinesischen Feudalstaaten zum ersten Mal zu einem Großreich vereinigt. Treibende Kraft dieser politischen und militärischen Meisterleistung war der Kanzler des Kaisers, Li Si, einer der fähigsten Staatsmänner in der Geschichte Chinas. Weitere Errungenschaften dieses ersten Kaisers des chinesischen Großreichs waren der Ausbau der Großen Mauer, die Anlage von Überlandstraßen und Kanälen sowie die Verwendung einheitlicher Schrift und Währung. Im Alter von 49 Jahren starb Qin Shihuangdi während einer Inspektionsreise in die Provinz und wurde in seiner Grabkammer beigesetzt.
Der zweite Sohn des Qin Shihuangdi, Qin Er Shi, der die Herrschaft übernahm, war nicht annähernd so fähig wie sein Vater. Bereits drei Jahre nach dem Tod des Kaisers kam es zu Aufständen, und der Rebellengeneral Xiang Yu verwüstete die Grabstätte (207 v. Chr.). Die Schächte mit den Tonsoldaten wurden aufgebrochen und ein großer Teil der Waffen entwendet. Die Holzwände, welche die Soldaten umschlossen, wurden verbrannt und viele Figuren zerstört. 206 v. Chr. wurde Qin Er Shi getötet und das Ende der Qin-Dynastie war besiegelt.
Anders als die Grabstätte von Qin Shihuangdi wurden die Tonsoldaten in keiner der zeitgenössischen oder späteren Aufzeichnungen erwähnt. Ihre Entdeckung war deshalb selbst für die Fachwelt eine Sensation. Bisher wurden mehr als 3000 Soldaten und Pferde sowie mehr als 40.000 Waffen ausgegraben und restauriert, geschätzte weitere 5000 Figuren sind noch im Erdreich verborgen.

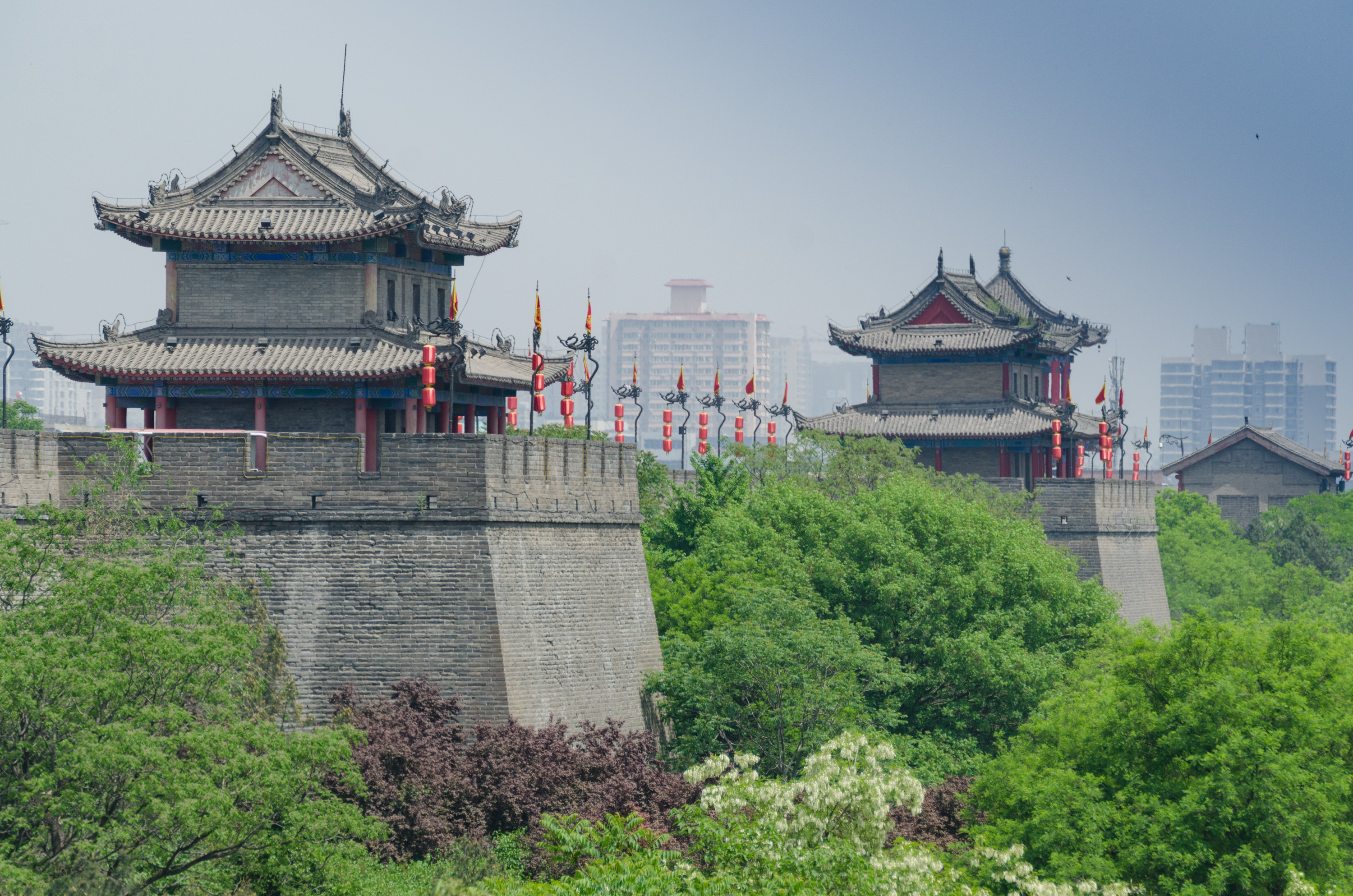
Stadtmauer und ihre Wachpavillons

### Die Stadtmauer
Die Stadtmauer von Xi’an wurde zwischen 1374 und 1378 erbaut und in den 1980er Jahren renoviert. Sie ist die größte weitgehend erhaltene Stadtmauer in China. Mit einer Gesamtlänge von insgesamt 13,74 km umschließt sie die Innenstadt von Xi’an. Vom Aufbau her ist sie ein ummauerter Erdwall. Ihre Breite beträgt am Sockel 18 m, an der Krone 12 m. Ihre Höhe beträgt 12 m. Vier Tore (Nordtor, Westtor, Südtor und Osttor) gewährten früher einen durch Zugbrücken geschützten Zugang zu der Stadt. Diese Zugbrücken wurden morgens durch ein Signal des Glockenturms heruntergelassen und am Abend durch ein Signal des Trommelturms wieder hinaufgezogen.
Für den Autoverkehr wurden inzwischen weitere Öffnungen geschaffen. Ein früher abgerissenes Mauerstück beim Bahnhof wurde überbrückt, so dass ein kompletter Rundgang auf der Stadtmauer möglich ist.

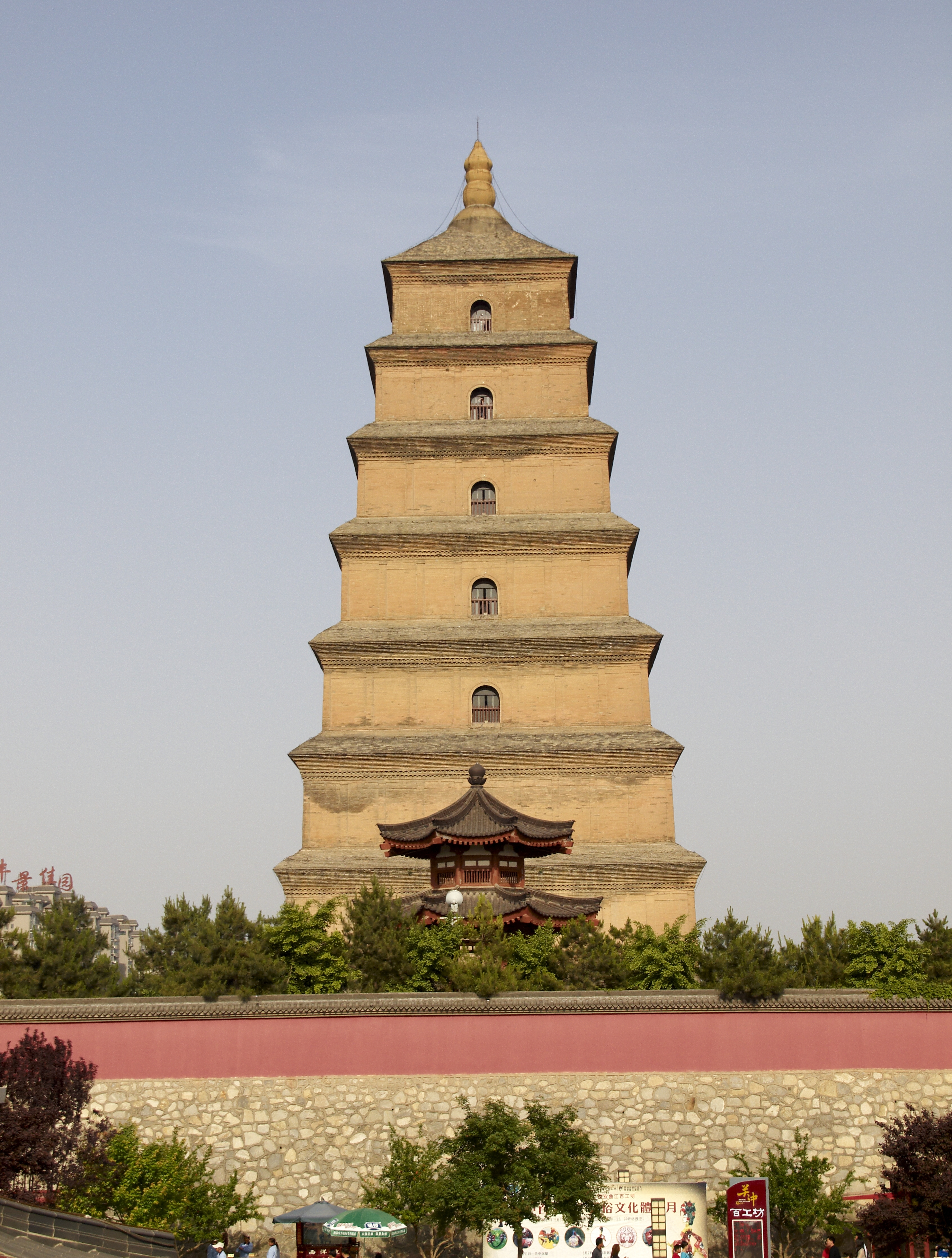
Die Große Wildganspagode, 2009

### Die Große Wildganspagode
Die Große Wildganspagode war ursprünglich ein Tempel aus der Sui-Dynastie, welcher im Jahre 647 von Kaiser Gaozong (Tang-Dynastie) zu Ehren seiner Mutter ausgebaut wurde. In diesem Tempel lebte der Mönch Xuanzang (玄奘); er war 17 Jahre durch Indien gereist und hatte dort den Buddhismus kennengelernt. Die buddhistischen Schriften, welche er von dieser Reise mitgebracht hatte, übersetzte er in diesem Tempel.
Die Geschichte ist in künstlerischer Form im Roman Die Reise nach Westen (西游记 – Xī Yóu Jì) aus der Ming-Dynastie (Mitte des 16. Jahrhunderts) von Wu Cheng’en (吴承恩) festgehalten worden, den jedes Kind in China kennt und der mehrfach verfilmt wurde. Zum Andenken des Mönches Xuanzang steht hinter der Pagode eine große Bronzeskulptur.
Die Große Wildganspagode besteht aus sieben Stockwerken. Im Inneren befindet sich eine Holztreppe, auf welcher man in die sieben Stockwerke gelangen kann und (bei klarer Luft) eine gute Aussicht genießt.
Der Name Wildganspagode geht auf eine indische Legende zurück: „Einst gab es ein Kloster des Hinayana-Buddhismus, in welchem Mönche auch Fleisch essen durften. Eines Tages gingen die Fleischvorräte zu Ende und einer der Mönche rief; ‚Wir haben kein Fleisch mehr, und Buddha sollte das wissen‘. In diesem Moment fiel eine Gans aus einer Schar Wildgänse, die gerade über das Kloster flogen, tot vom Himmel. Die erschrockenen Mönche – im Glauben, Buddha selbst habe sich geopfert – errichteten der Gans eine Pagode“.

### Die Große Moschee
Xi’ans muslimisches Viertel beherbergt die 1250 Jahre alte Moschee zu Xi’an (Da Qingzhensi).
Das heutige Gebäude wurde Mitte des 18. Jahrhunderts errichtet, wobei es schon früher Moscheen am selben Ort gegeben haben soll. Das Gebäude ist dem chinesischen Baustil angepasst und von Gärten umringt. Die Moschee von Xi’an ist eine der größten Moscheen Chinas. Der Vorhof ist für die Öffentlichkeit zugänglich, die Gebetsräume sind Muslimen vorbehalten.

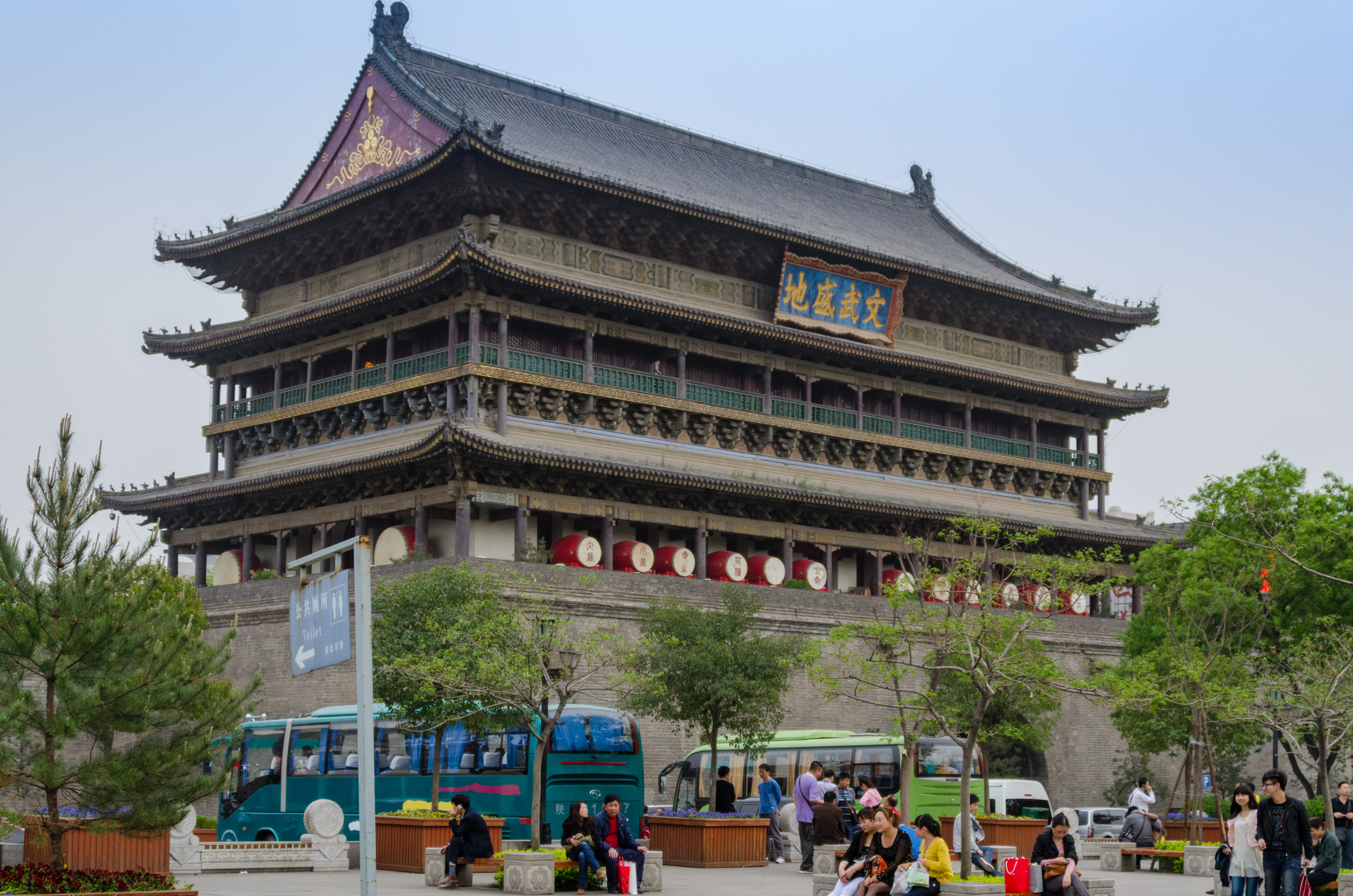
Der Trommelturm bei Tag.

### Der Trommelturm
Der Trommelturm stammt aus dem 14. Jahrhundert. In früheren Zeiten, als die Stadtmauer nachts verschlossen war, wurde abends durch den Trommelschlag das Hinaufziehen der Zugbrücken an den vier Toren veranlasst. Heute wird der Turm für Ausstellungen genutzt.

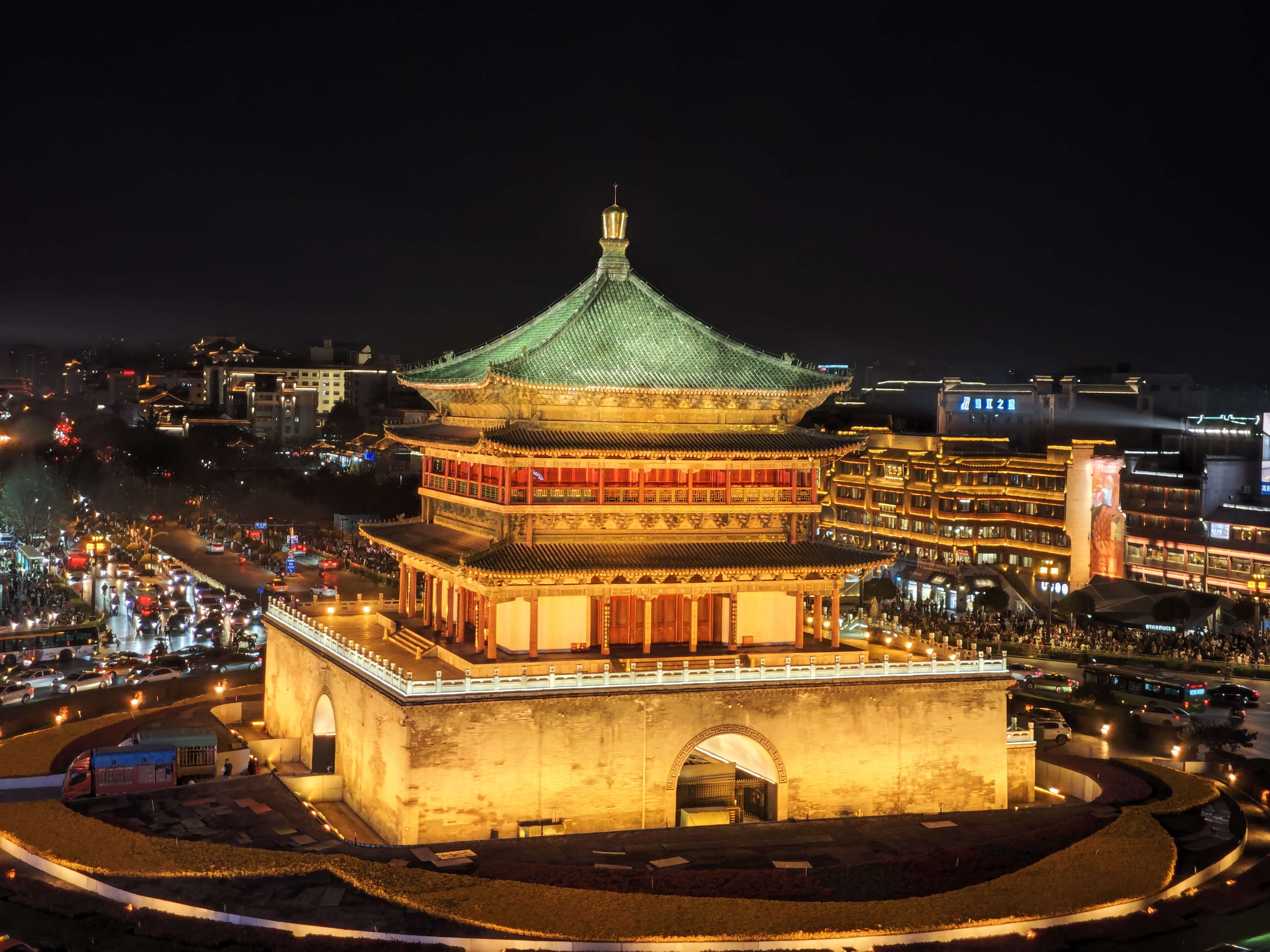
Der Glockenturm bei Nacht.

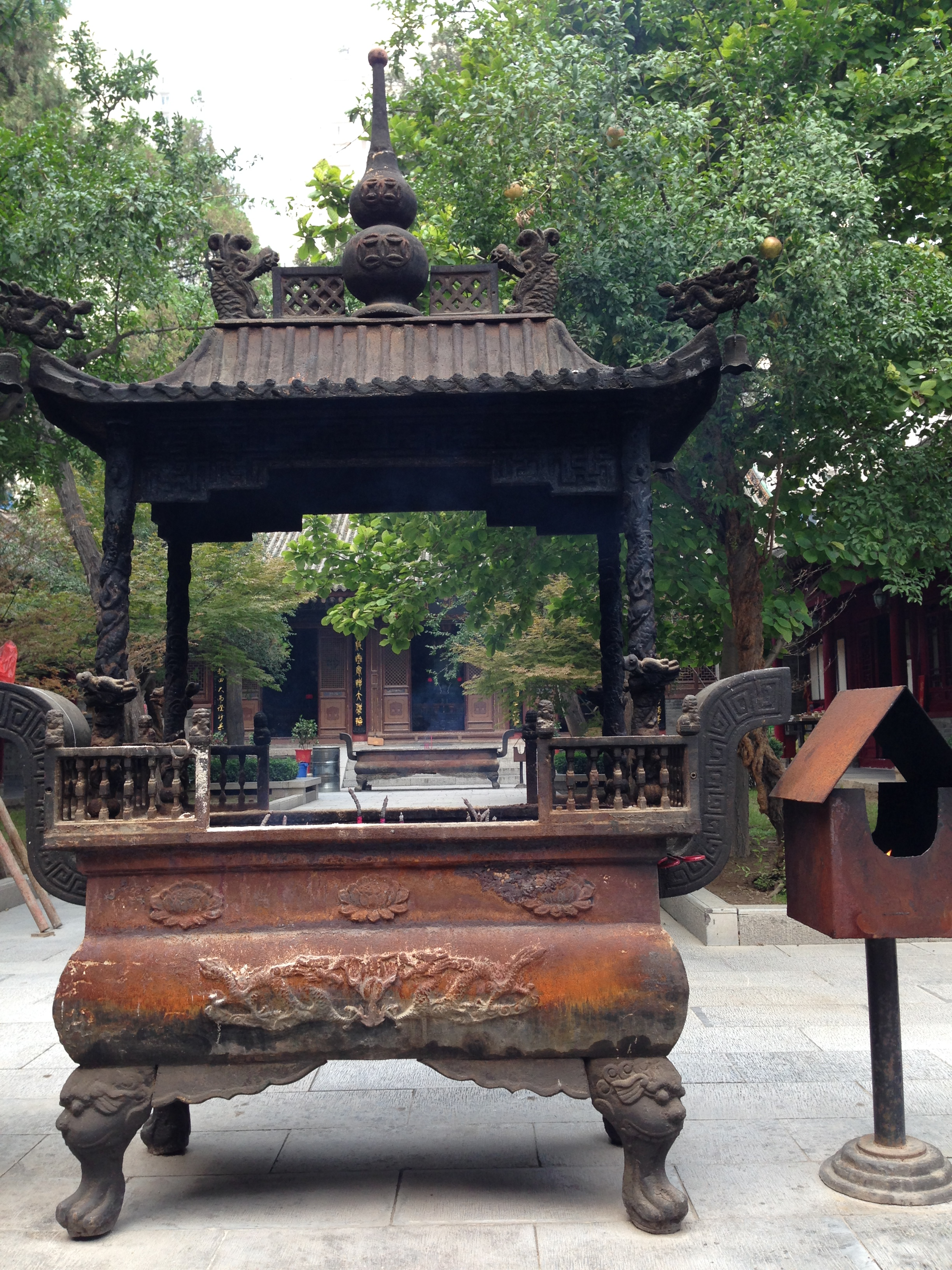
Der Wangji-Tempel aus der Tang-Zeit – Bildmitte ein Ding-Ritualgefäß.

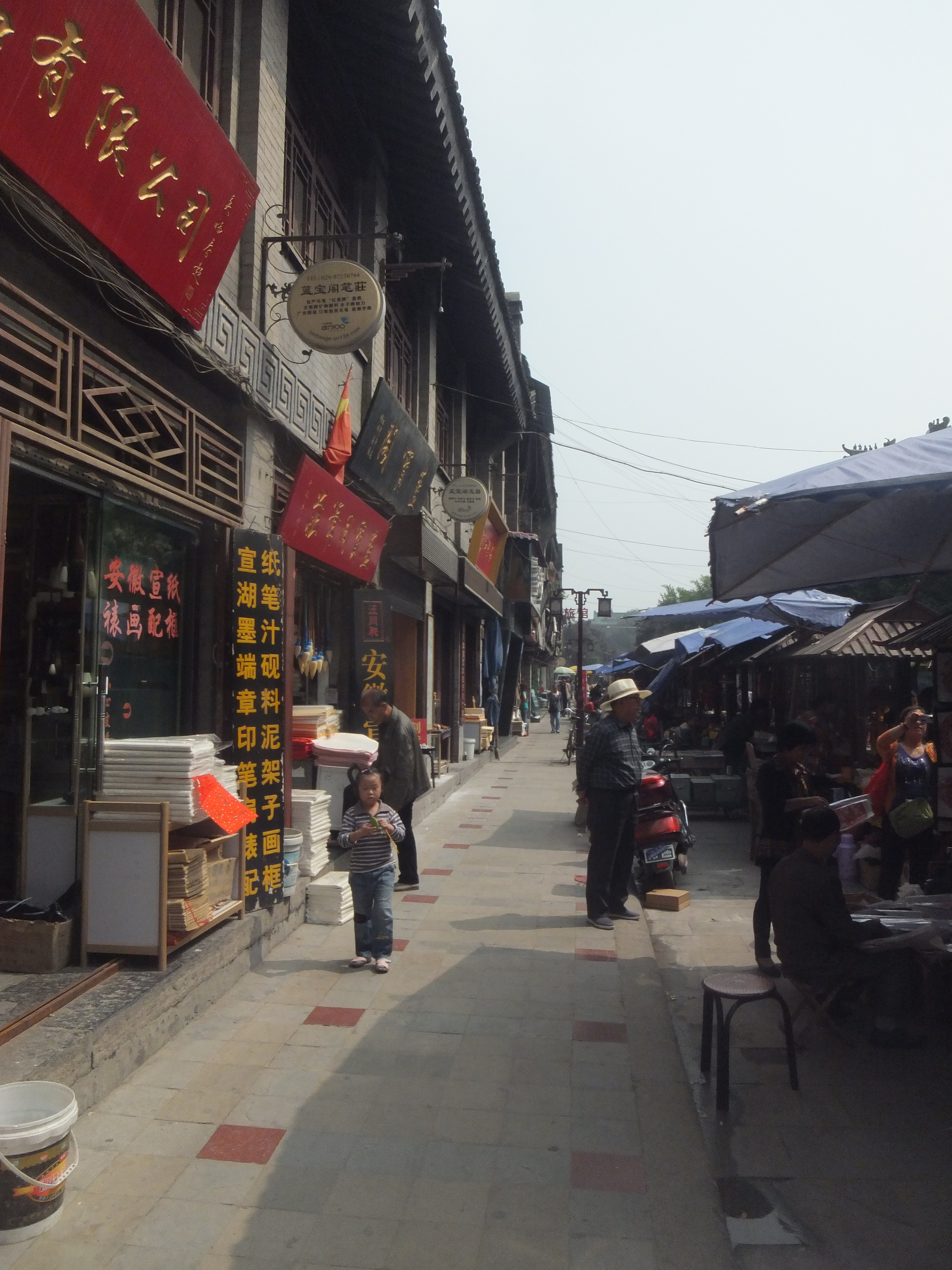
Der Markt für Kalligraphie-Zubehör am Shuyuan-Tor (2014).

### Der Glockenturm
Der Glockenturm befindet sich im Kreuzungspunkt der zwei Straßen, welche vom Nord- zum Südtor bzw. vom Ost- zum Westtor verlaufen. In früheren Zeiten, als die Stadtmauer nachts verschlossen war, wurde morgens durch den Schlag dieser Glocken das Herunterlassen der Zugbrücken an den vier Toren veranlasst. Der quadratische Pavillonbau thront auf einem 9 m hohen Sockel und wird inzwischen für Konzerte genutzt. Die Glocke ist neu.

### Die Kleine Wildganspagode
Die Kleine Wildganspagode ähnelt der Großen Wildgans-Pagode zwar sehr. Sie ist jedoch mit 43 m Höhe um 21 m niedriger, hat aber trotzdem insgesamt 13 Geschosse, also sechs Etagen mehr. Aus diesem Grund sind auch die einzelnen Etagen äußerst niedrig und der Aufstieg ist sehr eng.

### Der Xingjiao-Tempel
Der Xingjiao-Tempel ist am Fuße des Shaoling-Plateaus gelegen, 20 km südlich von Xi’an. Er ist berühmt als Grabstätte des Xuanzang. Der Kaiser Tang Suzong hinterließ eine Kalligraphie mit zwei Zeichen auf der Stupa, die in etwa „Blühendes Lehren“ (Xingjiao) bedeuten. Nach diesen wurde der Tempel benannt.

### Die Stele von Xi’an
Bekannt auch als Xi’an-Monument, stellt die Stele mit Inschriften im Stelenwald von Xi’an eines der ältesten Zeugnisse christlicher Mission (Nestorianismus) in China dar.

### Das Geschichtsmuseum der Provinz Shaanxi
Das Museum zählt zu den bedeutendsten archäologischen Museen Chinas. Gezeigt werden Jade-Kunstwerke aus dem 3. Jahrtausend v. Chr., Reliefziegel aus dem Palast des Ersten Kaisers, ein 2000 Jahre altes Eisenzahnrad, altes Papier und Porzellan sowie Wandmalereien aus der Tang-Zeit.

### Das jungsteinzeitliche Dorf Banpo
Das Museum ist seit Anfang 2007 wieder geöffnet.

### Die Pyramiden

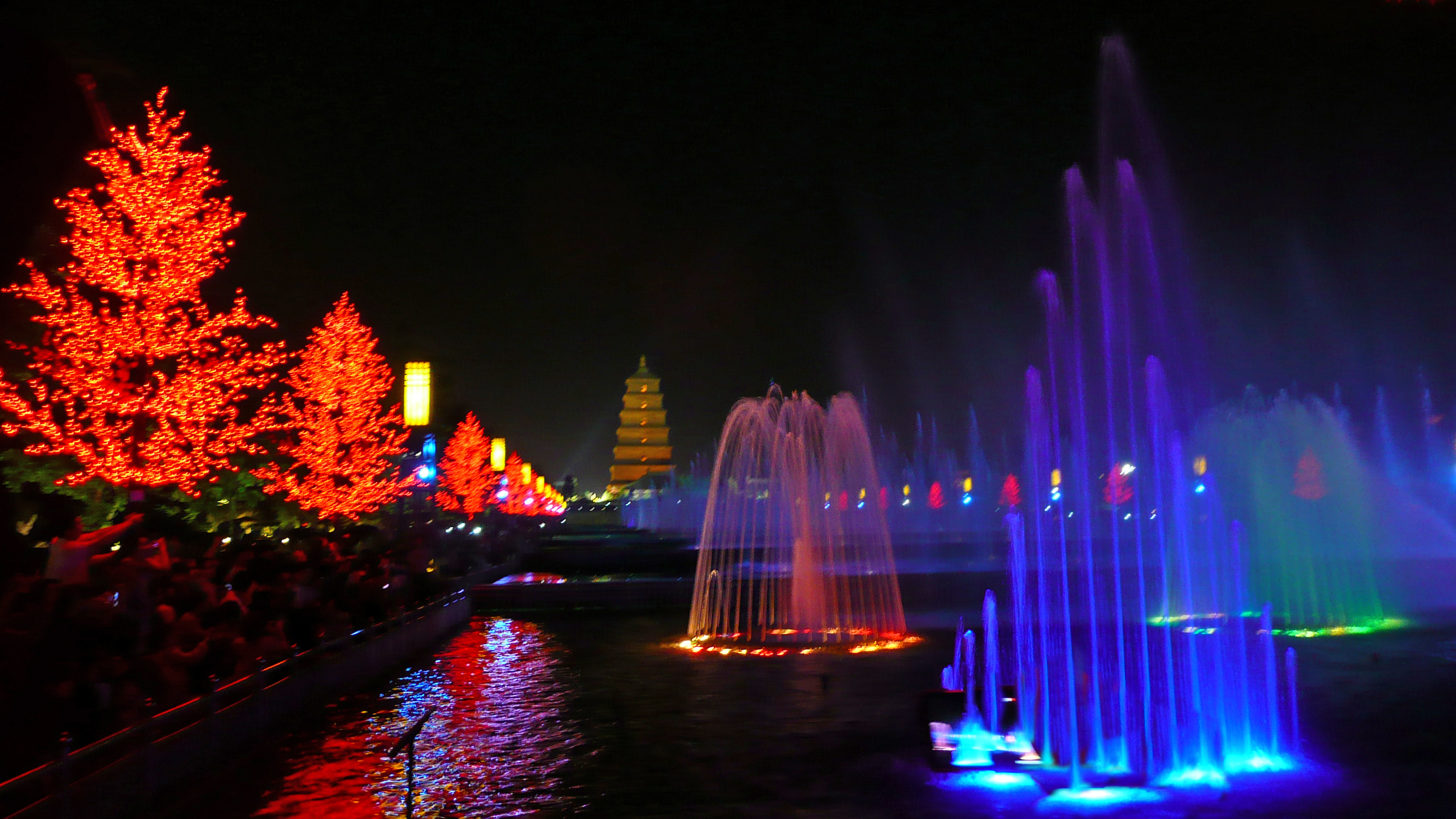
Wasserspiele am Abend, Xi'an 2013

### Das Nachtleben
Nicht zu vergleichen mit den Bar- und Kneipenstraßen Pekings und Schanghais, gibt es auch in Xi’an eine Straße mit Kneipen, Bars, Teehäusern und Cafés. Die sogenannte Coffee Bar Street liegt parallel zur Nan Da Jie (Hauptstraße in Xi’an) und bietet jedem Vergnügungslustigen die Art von Unterhaltung, die er wünscht. Zudem gibt es im Stadtzentrum in der Nähe des Glockenturms einige Diskotheken und Bars (zum Teil mit Livemusik).
Die Stadtmauer und viele Gebäude und Parkanlagen sind abends bunt erleuchtet. Bei der Großen Wildganspagode finden allabendlich große, musikalisch untermalte Wasserspiele statt.

## Wirtschaft
Die Wirtschaft der Stadt ist in den beiden Industriegebieten Xi’an Economic & Technological Development Zone und Xi'an Hi-tech Industries Development Zone konzentriert. Ansässig sind hier vor allem Telekommunikationsunternehmen wie die einheimische Datang Telecom und Huawei sowie die ausländischen Unternehmen NEC, Fujitsu und Siemens. Ebenso haben auch zahlreiche Softwareentwickler, Personaldienstleister wie auch Outsourcing-Unternehmen hier ihren Standort. Ein weiterer Wirtschaftsbereich der Stadt ist die Automobilindustrie, welche von dem Großkonzern Shaanxi dominiert wird.
1958 wurde im Stadtbezirk Yanliang die Xi’an Aircraft mit heute 20.000 Beschäftigten gegründet, die kleinere Turboprop-Verkehrsflugzeuge wie die Xi’an MA60, primär aber Militärflugzeuge wie den vierstrahligen Transporter Xian Y-20 herstellt. Bekannteste Produkte der Firma sind der strategische Atombomber Xian H-6 und der zweistrahlige Jagdbomber Xian JH-7, das erste Kampfflugzeug Chinas, das nicht auf ein sowjetisches Vorbild zurückging.
Seit 1968, als eine ehemalige Einrichtung der Chinesischen Akademie der Wissenschaften unter dem Namen „Forschungsinstitut für Weltraumfunk Xi’an“ in die Chinesische Akademie für Weltraumtechnologie integriert wurde, ist die Stadt auch für die Raumfahrtindustrie von Bedeutung. 1974 wurde der Hauptsitz der Akademie für Feststoffraketentriebwerkstechnik in den Kreis Lantian verlegt (heute befindet sich die Hauptverwaltung im Stadtbezirk Baqiao), 1993 folgte die Akademie für Flüssigkeitsraketentriebwerkstechnik im Stadtbezirk Chang’an. Im November 2006 gründete die Stadtverwaltung von Xi’an zusammen mit der China Aerospace Science and Technology Corporation, dem Mutterkonzern der Akademien (der Begriff „Akademie“ ist eine historische Tarnbezeichnung – es handelt sich um Unternehmensbereiche) die Industriebasis für Luft- und Raumfahrt Xi’an, aus der am 26. Dezember 2007 mit Genehmigung der Staatlichen Kommission für Entwicklung und Reform die Nationale Industriebasis für zivile Raumfahrt hervorging.
In einer Rangliste der Städte nach ihrer Lebensqualität belegte Xi’an im Jahre 2019 den 145. Platz unter 231 untersuchten Städten weltweit. Im Vergleich mit anderen chinesischen Städten lag es hinter Shanghai (Platz 103), Peking (120) und Guangzhou (Platz 122), Shenzhen (Platz 132), Chengdu (Platz 134) aber noch vor Chongqing (Platz 148) und Shenyang (Platz 158).

## Sport
2024 fand mit dem Xi’an Grand Prix eines der fünf Snookerturniere der Snooker-Saison 2024/25 auf chinesischen Boden in Xi’an statt.

## Verkehr

### Luftverkehr
Der neue Flughafen Xi’an-Xianyang verbindet die Stadt mit dem internationalen Luftverkehr.

### Schienenverkehr
Xi’an ist ein Eisenbahnknoten. Neben einigen Strecken des herkömmlichen Eisenbahnverkehrs, die den Hauptbahnhof anfahren, bestehen derzeit (2018) Schnellfahrstrecken in vier Richtungen, die einen neuen Bahnhof am Stadtrand nutzen:
- die Schnellfahrstrecke Xuzhou–Lanzhou nach Urumqi,
- die Bahnstrecke Lianyungang–Lanzhou (Longhai-Bahn),
- die Schnellfahrstrecke Xi’an–Chengdu,
- die Schnellfahrstrecke Xuzhou–Lanzhou nach Zhengzhou und
- die Bahnstrecke Peking–Xi’an nach Peking.

Der Bau einer Bahnstrecke Xi’an–Yan’an ist genehmigt. Sie soll 2023 in Betrieb gehen.
Die erste Linie der U-Bahn Xi’an wurde am 16. September 2011 eröffnet, seitdem wird das Netz kontinuierlich ausgebaut. Es ist geplant, das Streckennetz langfristig auf eine Gesamtlänge von 986 Kilometern Länge auszuweiten, so dass die U-Bahn einen Anteil von 60 Prozent des öffentlichen Nahverkehrs Xi'ans abdecken soll.

## Bildung
Xi’an ist eine Studentenstadt mit insgesamt 63 Universitäten – 44 Universitäten bzw. Hochschulen und 19 Fachhochschulen (Stand 2021). Die Jiaotong-Universität (JUX) von Xi’an gehört zu den bekanntesten Hochschulen in China.

### Öffentliche Bildung (Auswahl)
- Jiaotong-Universität Xi’an
- Universität für Elektrotechnik und Elektronik Xi’an
- Polytechnische Universität Nordwestchinas
- Universität Nordwestchinas
- Universität für Politikwissenschaft und Recht Nordwestchinas

## Städtepartnerschaften
Xi’an unterhält Städtepartnerschaften mit folgenden Städten:
| Stadt         | Land                   | seit | Bemerkung |
| ------------- | ---------------------- | ---- | --------- |
| Nara          | Japan                  | 1974 | –         |
| Kyōto         | Japan                  | 1974 | –         |
| Edinburgh     | Vereinigtes Königreich | 1985 | –         |
| Pau           | Frankreich             | 1986 | –         |
| Kansas City   | Vereinigte Staaten     | 1989 | –         |
| Isfahan       | Iran                   | 1989 | –         |
| Lahore        | Pakistan               | 1992 | –         |
| Dortmund      | Deutschland            | 1992 | –         |
| Funabashi     | Japan                  | 1994 | –         |
| Gyeongju      | Südkorea               | 1994 | –         |
| Iași          | Rumänien               | 1994 | –         |
| Dnipro        | Ukraine                | 1995 | –         |
| Konya         | Türkei                 | 1996 | –         |
| Kathmandu     | Nepal                  | 1996 | –         |
| Brasília      | Brasilien              | 1997 | –         |
| Cusco         | Peru                   | 1998 | –         |
| Québec        | Kanada                 | 2001 | –         |
| Córdoba       | Argentinien            | 2006 | –         |
| Pompei        | Italien                | 2007 | –         |
| Kalamata      | Griechenland           | 2009 | –         |
| Cuenca        | Ecuador                | 2010 | –         |
| Groningen     | Niederlande            | 2011 | –         |
| Kotor         | Montenegro             | 2013 | –         |
| Samarqand     | Usbekistan             | 2013 | –         |
| Mary          | Turkmenistan           | 2014 | –         |
| Oldenburg     | Deutschland            | 2017 | –         |
| Kota Kinabalu | Malaysia               | 2019 | –         |

## Persönlichkeiten (Auswahl)
- Guo Fengyi (1942–2010), Künstlerin
- Sun-Yung Alice Chang (* 1948), Mathematikerin
- Zhang Yimou (* 1950), Regisseur
- Gerd Schwandner (* 1951), ehemaliger Oberbürgermeister von Oldenburg, Ehrenbürger der Stadt Xi’an
- Luo Jingmin (1956–2023), Schauspieler
- Zhao Leji (* 1957), Politiker
- Wang Bing (* 1967), Filmregisseur
- Xiao Junfeng (* 1979), Turner
- Kate Wang (* 1980 oder 1981), Unternehmerin
- Xia Jia (* 1984), Schriftstellerin
- Guo Wenjun (* 1984), Sportschützin und Olympiasiegerin
- Li Caixia (* 1987), Stabhochspringerin
- Zheng Saisai (* 1994), Tennisspielerin
- Zhao Xintong (* 1997), Snookerspieler
- Si Yajie (* 1998), Wasserspringerin

## Klimatabelle
|                       | Jan  | Feb  | Mär  | Apr  | Mai  | Jun  | Jul  | Aug  | Sep  | Okt  | Nov  | Dez  |   |      |
| Mittl. Tagesmax. (°C) | 4,8  | 7,7  | 14,0 | 20,4 | 25,8 | 31,6 | 32,0 | 31,1 | 24,7 | 19,3 | 12,1 | 6,1  | ⌀ | 19,2 |
| Mittl. Tagesmin. (°C) | −4,2 | −1,8 | 3,2  | 8,9  | 13,8 | 18,8 | 21,6 | 20,8 | 15,5 | 9,8  | 2,8  | −2,9 | ⌀ | 8,9  |
|                       |      |      |      |      |      |      |      |      |      |      |      |      |   |      |
| Niederschlag (mm)     | 6    | 11   | 26   | 50   | 65   | 51   | 93   | 67   | 108  | 66   | 26   | 6    | Σ | 575  |
|                       |      |      |      |      |      |      |      |      |      |      |      |      |   |      |
| Sonnenstunden (h/d)   | 4,2  | 4,3  | 4,9  | 5,5  | 6,1  | 7,1  | 6,7  | 7,2  | 4,5  | 4,3  | 4,0  | 4,0  | ⌀ | 5,2  |
|                       |      |      |      |      |      |      |      |      |      |      |      |      |   |      |
| Regentage (d)         | 4    | 5    | 7    | 9    | 9    | 9    | 11   | 9    | 12   | 11   | 7    | 3    | Σ | 96   |
|                       |      |      |      |      |      |      |      |      |      |      |      |      |   |      |
| Luftfeuchtigkeit (%)  | 67   | 67   | 67   | 70   | 70   | 59   | 72   | 74   | 80   | 78   | 77   | 71   | ⌀ | 71   |

| −4,2 |

| −1,8 |

| 3,2 |

| 8,9 |

| 13,8 |

| 18,8 |

| 21,6 |

| 20,8 |

| 15,5 |

| 9,8 |

| 2,8 |

| −2,9 |

| −4,2 |

| −1,8 |

| 3,2 |

| 8,9 |

| 13,8 |

| 18,8 |

| 21,6 |

| 20,8 |

| 15,5 |

| 9,8 |

| 2,8 |

| −2,9 |